# Cortland (Illinois)
Pour les articles homonymes, voir Cortland.
Cortland est une ville du comté de DeKalb dans l'État de l'Illinois aux États-Unis.
La population de la localité s'élevait à 4 270 habitants lors du recensement de 2010.

## Histoire
Un bureau de poste opérant sous le nom de Cortland est en activité depuis 1892. La ville a été nommée d’après Cortland, New York.

## Source
- (en) Cet article est partiellement ou en totalité issu de l’article de Wikipédia en anglais intitulé « Kingston, Illinois » (voir la liste des auteurs).